# Józef Łupiński
Józef Stanisław Łupiński (ur. 1962) – polski duchowny katolicki, doktor habilitowany nauk humanistycznych, profesor nadzwyczajny Uniwersytetu Kardynała Stefana Wyszyńskiego w Warszawie, specjalista w zakresie historii Kościoła i historii Polski.

## Życiorys
Odbył studia w Wyższym Seminarium Duchownym w Łomży. W 1991 uzyskał tytuł magistra teologii na Wydziale Teologii Katolickiego Uniwersytetu Lubelskiego. Przyjął święcenia kapłańskie i został duchownym diecezji łomżyńskiej. W 1997 w Papieskim Uniwersytecie Gregoriańskim w Rzymie uzyskał na podstawie rozprawy pt. Dzieje grekokatolików w Królestwie Polskim po powstaniu styczniowym stopień naukowy doktora nauk humanistycznych w dyscyplinie historia w specjalności historia Polski. W 2012 na podstawie dorobku naukowego oraz rozprawy pt. Seminarium Duchowne w Tykocinie 1769-1863 otrzymał na Wydziale Nauk Historycznych i Społecznych Uniwersytetu Kardynała Stefana Wyszyńskiego stopień doktora habilitowanego nauk humanistycznych dyscyplina: historia specjalność: historia Polski. Został profesorem nadzwyczajnym Wydziału Teologicznego Uniwersytetu Kardynała Stefana Wyszyńskiego, gdzie objął stanowisko kierownika Katedry Historii Kościoła.

## Wybrane publikacje
- Dzieje grekokatolików w Królestwie Polskim po powstaniu styczniowym, Episteme 49 (2005), Olecko 2005, s. 269.
- Seminarium duchowne w Tykocinie w latach 1769-1863. – Łódź: Archidiecezjalne Wydawnictwo Łódzkie, 2011. – S. 348. – ISBN 978-83-89790-88-0. – URL.
- Biskupi diecezji łomżyńskiej: działalność społeczna, polityczna, religijna (współredaktor: T. Kowalewski), Łomża 2005, ss. 140[3].